# Civezzano

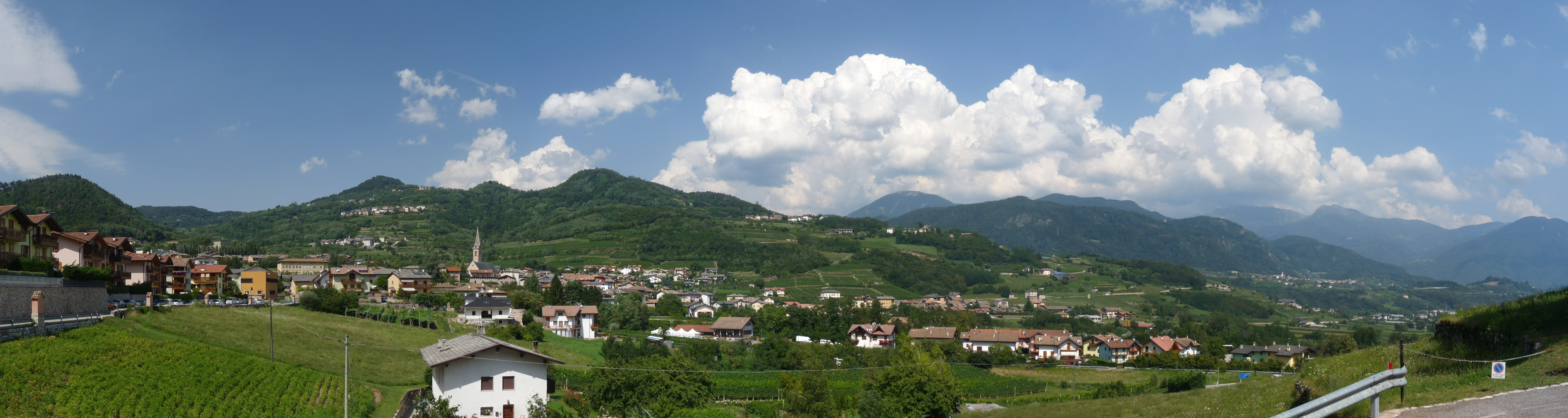
Civezzano-panorama

Civezzano – miejscowość i gmina we Włoszech, w regionie Trydent-Górna Adyga, w prowincji Trydent.
Według danych na rok 2004 gminę zamieszkiwało 3111 osób, 207,4 os./km².